# Sinostidia shuangjiao
Espèce
Sinostidia shuangjiao est une espèce d'araignées aranéomorphes de la famille des Clubionidae.

## Distribution
Cette espèce est endémique du Yunnan en Chine,. Elle se rencontre dans le xian de Mengla.

## Description
Le mâle holotype mesure 4,73 mm et la femelle paratype 5,60 mm.

## Publication originale
- Zhang, Yu & Li, 2021 : « On the clubionid spiders (Araneae, Clubionidae) from Xishuangbanna, China, with descriptions of two new genera and seven new species. » ZooKeys, no 1062, p. 73-122 (texte intégral).